# Imaginary (Ausstellung)

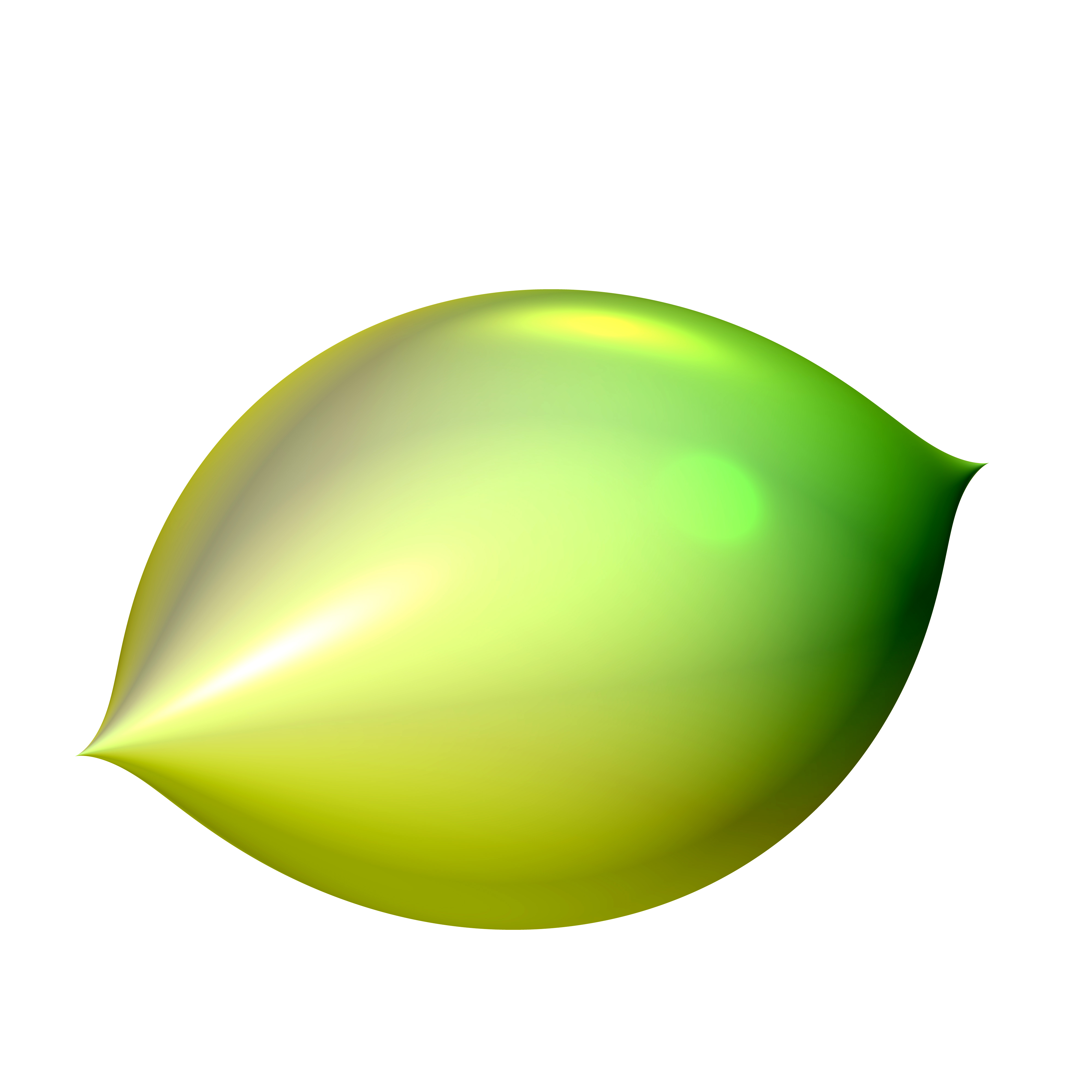
Titelbild der ersten IMAGINARY-Ausstellung: Zitrus von Herwig Hauser

Imaginary ist eine Wanderausstellung mit interaktiven mathematischen Objekten, die sich zum Ziel gesetzt hat, die Mathematik der Öffentlichkeit besser verständlich zu machen.
Die Ausstellung präsentiert Visualisierungen, interaktive Installationen, virtuelle Welten, 3D-Objekte und ihre theoretischen Hintergründe aus der algebraischen Geometrie und Differentialgeometrie. Die abstrakte Mathematik wird dabei zu Bildern, „imaginär“ wird zu „image“. Die interaktiven Stationen machen Mathematik zu beeinflussbarer Kunst und zu verstehbarer Wissenschaft. Mit über 100 verschiedenen Exponaten, Software-Programmen, Filmen, Texten und Bildern zur freien Verfügung und Bearbeitung, verbindet Imaginary-Nutzer aus über 50 Ländern. Wissenschaftsmuseen wie das Deutsche Museum in München oder das National Museum of Mathematics (MoMath) in New York besitzen einige der Exponate in ihren Sammlungen. Außerdem ist Imaginary als selbstständiger Organisator von Ausstellungen aufgetreten.

## Geschichte
Die Gründung erfolgte im Jahr 2007 durch Gert-Martin Greuel und Andreas Matt am Mathematischen Forschungsinstitut Oberwolfach (MFO) mit einer gleichnamigen Ausstellung, unterstützt durch Mittel der Klaus-Tschira-Stiftung. Anlass war das 2008 in Deutschland ausgerufene Jahr der Mathematik. Die Ausstellungen wurden 2008 und 2009 vom Bundesministerium für Bildung und Forschung gefördert. Im Jahr 2013 wurden die beiden Gründer mit dem Medienpreis Mathematik der Deutschen-Mathematiker Vereinigung ausgezeichnet.
Imaginary wurde von 2016 bis 2019 von der Leibniz-Gemeinschaft gefördert als Anstoß zur Gründung einer gemeinnützigen GmbH. Seit September 2016 ist die IMAGINARY gGmbh mit Sitz in Berlin eigenständig und besitzt regionale Vertreter in einer Vielzahl von Ländern wie Spanien, Uruguay, Frankreich, Türkei, Südkorea und China.

## Aufbau
Die Ausstellung besteht aus sechs Stationen:
- Imaginary Cube: begehbarer Bilderwürfel aus einer 4 × 4 × 4 m Aluminiumkonstruktion
- Station Surfer: Touch-Screen zum Erstellen von algebraischen Flächen
- Station Reality: Virtuelle Welt mit 3D-Maus zum Erleben von Objekten aus der Differentialgeometrie
- Station Cinderella/3D_XplorMath/Morenaments: Drei Programme an einem Touch-Screen zu den Themen 3D-Visualisierung, mathematische Applets zu Simulation, Fraktalen, Symmetrien und Chaos und Programm zum Malen von Mustern in den 17 Symmetriegruppen der euklidischen Ebene
- Imaginary Skulpturen: Rapid-Prototyping Skulpturen algebraischer Flächen
- Film Station: Hier werden die Filme „Mesh“ und „Zero Set“ gezeigt

## Resonanz
Imaginary konnte im ersten Jahr mit 13 Ausstellungen und über 120.000 Besuchern plus zusätzlich 100.000 Besuchern bei Spezialaktionen wie z. B. dem Wissenschaftsschiff einen großen Erfolg verzeichnen. Im Jahr 2008 besuchten 340 Schulklassen die Ausstellung. Durch das offene Handhaben der Inhalte (freier Download der Software) wurden die Programme im ersten Jahr über 50.000 Mal heruntergeladen (Quelle: Jahresbericht 2008, Imaginary). Auch im Jahr 2009 und 2010 wurde Imaginary gezeigt.

## Ausstellungsorte
| Datum                   | Stadt                       | Ort                             |
| ----------------------- | --------------------------- | ------------------------------- |
| 10.12.2007 – 18.01.2008 | München, Deutschland        | TU München                      |
| 23.01.2008              | Berlin, Deutschland         | Telekomzentrale                 |
| 28.01. – 05.02.2008     | Berlin, Deutschland         | Lichthof, TU Berlin             |
| 19.02. – 06.03.2008     | Berlin, Deutschland         | Urania                          |
| 10.03. – 11.04.2008     | Kaiserslautern, Deutschland | Fraunhofer ITWM                 |
| 17.05. – 25.05.2008     | Stuttgart, Deutschland      | IdeenPark, Messe                |
| 29.05. – 25.06.2008     | Potsdam, Deutschland        | Bahnhof                         |
| 28.06. – 04.07.2008     | Leipzig, Deutschland        | Wissenschaftssommer             |
| 08.07. – 30.07.2008     | Rust, Deutschland           | Science House                   |
| 05.08 - 29.08.2008      | Kassel, Deutschland         | Stadtsparkasse                  |
| 07.05. – 04.09.2008     | Diverse Städte, Deutschland | Wissenschaftsschiff             |
| 08.09. – 26.09.2008     | Köln, Deutschland           | Mensa, Universität zu Köln      |
| 25.09. – 21.10.2008     | München, Deutschland        | LMU München                     |
| 01.10. – 19.10.2008     | Konstanz, Deutschland       | Stadtturm                       |
| 24.10 - 16.11.2008      | Saarbrücken, Deutschland    | k4 galerie                      |
| 05.12 - 19.12.2008      | Passau, Deutschland         | Universität Passau              |
| 02.03.2009 – 20.03.2009 | Wien, Österreich            | Universität Wien                |
| 23.03.2009 – 19.04.2009 | Berkeley, USA               | MSRI                            |
| 27.04.2009 – 01.05.2009 | Stanford, USA               | Stanford University             |
| 24.03.2009 – 09.05.2009 | Dresden, Deutschland        | Forschungszentrum Rossendorf    |
| 26.09.2009              | Bonn, Deutschland           | Hausdorff Center für Mathematik |
| 30.09.2009 – 20.10.2009 | Münster, Deutschland        | Stadthaus III                   |
| 09.10.2009              | Wien, Österreich            | MuseumsQuartier                 |
| 14.12.2008 – 31.12.2009 | Second Life, Internet       | Second Life Kunstgalerie        |
| 05.11.2009 – 15.11.2009 | Kiew, Ukraine               | Museum für Russische Kunst      |
| 19.01.2010 – 26.02.2010 | Hannover, Deutschland       | Leibniz Universität             |
| 08.03.2010 – 17.03.2010 | Cambridge, UK               | Isaac Newton Institute          |
| 21.09.2010 – 07.10.2010 | Zürich, Schweiz             | ETH Zürich                      |

### Einzelausstellungen
Imaginary – mit den Augen der Mathematik 2007
Die Imaginary-Ausstellung hatte das Ziel, abstrakte Mathematik durch Bilder und Visualisierungen zu vermitteln. Größere Aufmerksamkeit wurde dem Exponat Surfer zuteil, einem Echtzeit-Raytracer zur Generierung algebraischer Oberflächen. Benutzer können Polynomgleichungen mit drei Variablen eingeben und bearbeiten und die resultierenden Oberflächen drehen und kolorieren. Gemeinsam mit dem Wissenschaftsmagazin Spektrum entstand am MFO ein Wettbewerb zur Erzeugung von Bildern durch Surfer.
Mathematik des Planeten Erde 2013
Im Rahmen des Themenjahres „Mathematik des Planeten Erde“, ausgelobt von der UNESCO, dem Internationalen Wissenschaftsrat ICSU und dem Internationalen Rat für Angewandte Mathematik ICIAM, hat Imaginary 2014 im Deutschen Technikmuseum Berlin die Wettbewerbsgewinner ausgestellt. Darunter befanden sich u. a. eine interaktive Simulation der Universität Freiburg, die die Bewegungen von Aschewolken berechnet, und ein Exponat der FU Berlin, das in die Prognose des Schmelzen von Gletschern einführt.
La La Lab – Die Mathematik der Musik 2019
Die La La Lab-Ausstellung wurde 2019 in Kooperation mit der Stiftung Heidelberg Laureate Forum in der Mathematik-Informatik-Station (MAINS) eröffnet und vermittelt Forschungsergebnisse aus Mathematik und Musik. Unter den 20 interaktiven Stationen befinden sich u. a. 3D-Drucker, Kunstobjekte, Laserinstallation.
I.AM.AI 2020/2021
Die I.AM.AI-Ausstellung entstand 2020 durch die finanzielle Unterstützung der Carl-Zeiss-Stiftung mit dem Ziel, aktuelle KI-Forschung an ein allgemeines Publikum zu kommunizieren. Aufgrund der Corona-Pandemie feierte I.AM.AI seine Eröffnung zunächst als eine virtuelle Ausstellung. Die physische Ausstellung ist auf das Jahr 2021 verschoben worden und besucht mit der Friedrich-Schiller-Universität Jena, dem Heidelberg Laureate Forum und einem weiteren Standort in Kaiserslautern drei deutsche Standorte.

## Andere Projekte bzw. Kooperationen
- 2010 MiMa – Museum für Mineralien und Mathematik
- seit 2014 Mathematics Communication Network
- 2015 Snapshots of Mathematics
- 2015 – 2019 Hilbert
- 2016 Mathematikon
- 2016 – 2017 MathCreations
- 2016 – 2019 Holo-Math[11]
- 2017 – 2019 TROP ICSU[12]
- 2018 Science Spaces
- 2018 STEAM HUB[13]
- 2018 Imaginary, Conference IC18
- 2018 – 2021 Mathina
- seit 2018 Women of Mathematics throughout Europe[14]
- seit 2020 UNESCO Internationaler Tag der Mathematik